# Lažani
Lažani (Lažane), bivše selo na širem području mjesta Kaštel Kambelovca, Grad Kaštela. 

## Povijest
Selo je postojalo u srednjem vijeku. Danas je ostao toponim Lažane, predjel koji je zapadni obronak Kozjaka, na hrid zvanoj Krug. U Lažanima je podignuta crkvu sv. Mihovila, koja je bila župna crkva srednjovjekovnih potkozjačkih naselja te se u povijesnim izvorima spominje tijekom 12. st.
Pod hrvatsko-ugarskim vladarima ovaj je kraj s podkozjačkim selima obilježen stalnim sukobima Splita i Trogira za prevlast u Kaštelanskom polju.
Lažane su dio niza kaštelanskih sela koje su seljani napustili zbog učestalih turskih upada i pljačkanja, te se preselili uz morsku obalu gdje su podigli utvrđena naselja, uz kaštele na morskim hridinama koje su podigli splitski i trogirski zemljoposjednici. Napuštena sela su Smoljevac, Putalj, Lažani, Kozice, Ostrog, Šušnjare, Radun, Špiljan, Žestinj i Bijaći, a bila su se nalazila podno Trečanice (602 m), Opora (650 m) i Kozjaka (780 m). Naselja kao što su Babe, Žestin, Špiljan, Radun, Ostrog, Kruševik i ina bila su na južnim padinama Kozjaka; selo Baba lokva bilo je pogranično između Osmanskog Carstva i Mletačke Republike, a napušteno je koncem 16. stoljeća pred osmanskom najezdom. Iz tog vremena datira jedina sačuvana kozjačka kula iz razdoblja mletačko-turskog razgraničenja koje je bilo određeno vrhovima Kozjaka. Sagrađena je u 15./16.st. Južnije od Lažana bilo je selo Kruševik. Da zaštite sebe i seljane Lažana i Kruševika, braća Jerolim i Nikola Cambi, splitski plemići i zemljoposjednici, poduzeli su mjere. 1478. godine ishodovano je odobrenje i sukladno s njime sagradili 1517. godine kaštel na otočiću uz obalu na području današnjeg Kaštel Kambelovca.